# The Hungry Tiger of Oz
The Hungry Tiger of Oz, publicado em 1926, é o vigésimo livro sobre a terra de Oz, série de livros criada por L. Frank Baum, e o sexto livro escrito por Ruth Plumly Thompson. Foi ilustrado por John R. Neill.